# Randy Krummenacher

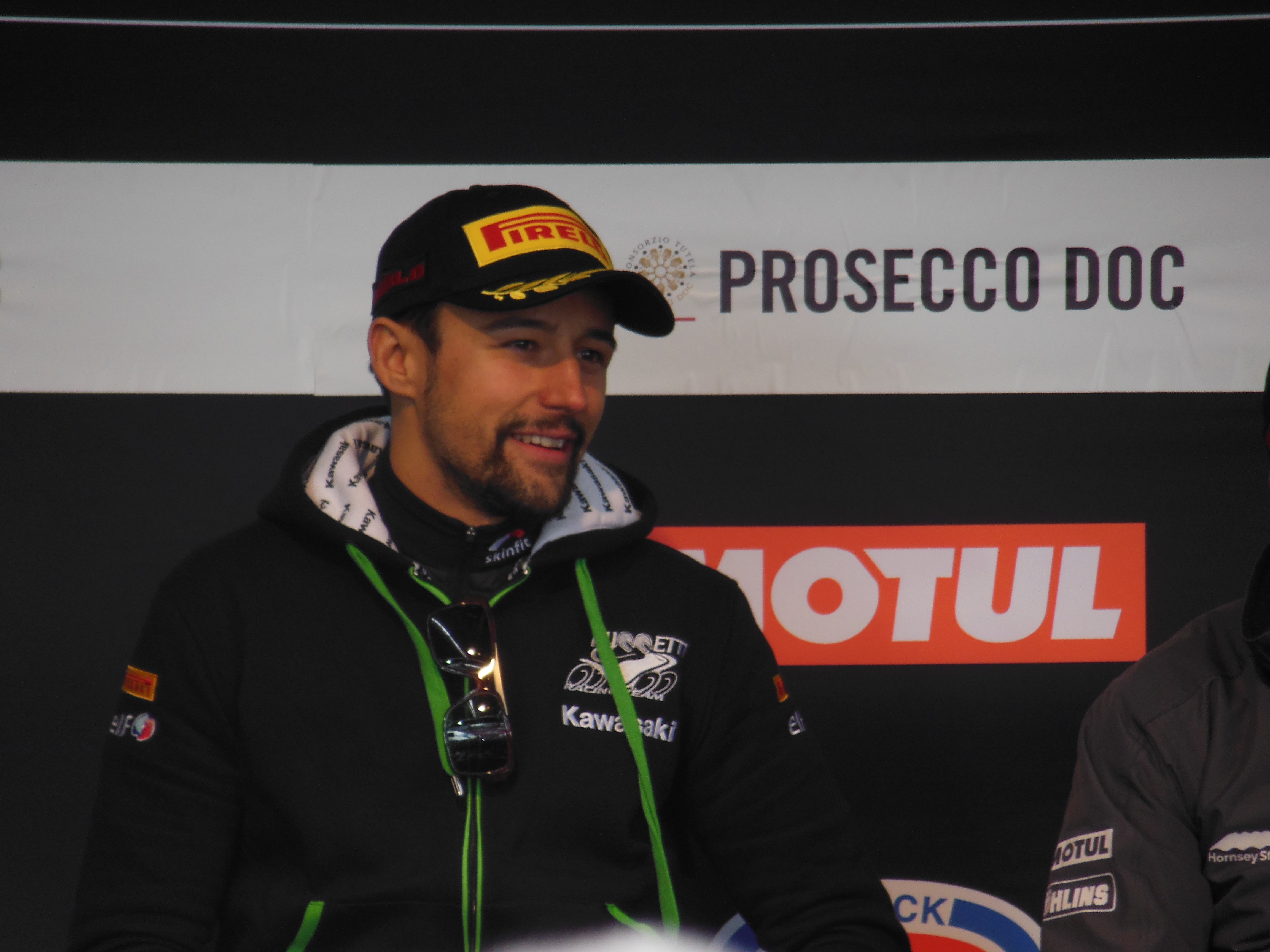
Randy Krummenacher 2016.

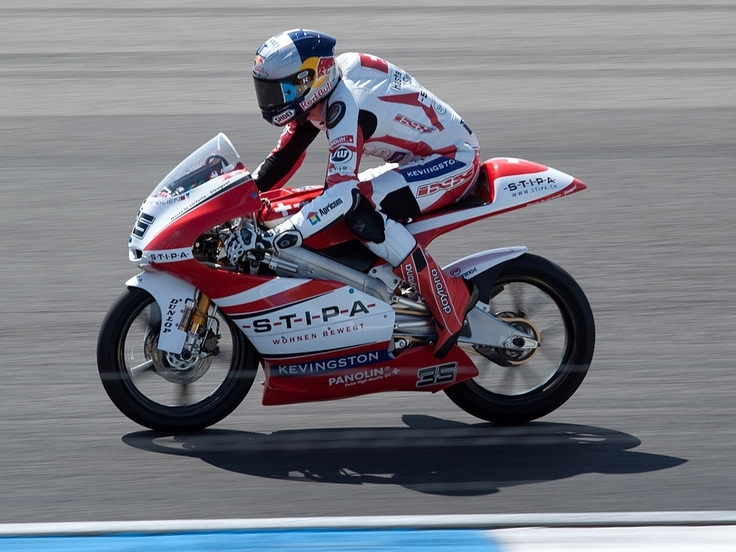
Randy Krummenacher 2010.

Randy Krummenacher, född 24 februari 1990 i kantonen Zürich, är en schweizisk roadracingförare.  Han tävlar sedan 2016 i Supersport i världsmästerskapen i roadracing. Krummenacher blev världsmästare i Supersport säsongen 2019.

## Tävlingskarriär
Krummenacher gjorde VM-debut 2006 då han deltog i fyra Grand Prix i 125GP-klassen i Grand Prix Roadracing. Han körde hela säsongen 2007 för KTM och tog sin första pallplats. Skador förstörde de kommande säsongerna. Han bytte motorcykel till Aprilia 2009 och hade sin bästa säsong Roadracing-VM 2010 då han kom nia i 125-klassen. 2011 gick han upp till Moto2-klassen där han deltog fram till 2015 med VM-placeringar mellan 18 och 24.
Krummenacher lämnade Grand Prix-racingen och bytte VM-klass till Supersport-VM 2016 där han representerade Kawasakis fabriksstall. Det passade Krummenacher  bättre. Han vann redan i debuten på Phillip Island Circuit. Han slutade trea i VM 2016. Till säsongen 2017 flyttade Krummenacher upp till Superbike där han körde en Kawasaki ZX-10RR för Kawasaki Puccetti Racing. Han kom på 16.e plats i VM och gick till 2018 tillbaka till Supersport där han körde en Yamaha YZF R6 för teamet Bardahl Evan Bros. Det blev en heatseger och en fjärdeplats i VM-tabellen. Krummenacher fortsatte i samma team Supersport-VM 2019. Han vann första deltävlingen och var sendan tvåa och etta varannan gång de åtta första deltävlingarna. Mot slutet av säsongen gjorde han några sämre deltävlingar och inför sista deltävlingen ledde Krummenacher med endast 8 poäng före Federico Caricasulo och 22 poäng före Jules Cluzel. Han kontrollerade dock nerverna och blev världsmästare med 6 poängs marginal till Caricasulo.